# Wygoda (województwo zachodniopomorskie)
Wygoda (niem.: Posthaus) – osada w Polsce położona w województwie zachodniopomorskim, w powiecie białogardzkim, w gminie Białogard. W latach 1975–1998 osada należała do województwa koszalińskiego. W roku 2007 osada liczyła 45 mieszkańców. Osada wchodzi w skład sołectwa Rzyszczewo.

## Geografia
Osada leży ok. 1 km na wschód od Rzyszczewa, przy drodze wojewódzkiej nr 163.

## Komunikacja
W osadzie znajduje się przystanek komunikacji autobusowej.